# Новогригорівка (Березнегуватська селищна громада)
Новогриго́рівка — село в Україні, у Березнегуватській селищній громаді Баштанського району Миколаївської області. Населення становить 109 осіб.

## Історія
Село засноване 1924 року.
10 серпня 2018 року Білокриницька сільська рада, в ході децентралізації, увійшла до складу Березнегуватської селищної громади.
17 липня 2020 року, в результаті адміністративно-територіальної реформи та ліквідації Березнегуватського району, село увійшло до складу Баштанського району.